# Glenburn (Pensilvânia)
Glenburn é uma Região censo-designada localizada no estado norte-americano de Pensilvânia, no Condado de Lackawanna.

## Demografia
Segundo o censo norte-americano de 2000, a sua população era de 1212 habitantes.

## Geografia
De acordo com o United States Census Bureau tem uma área de
12,7 km², dos quais 12,3 km² cobertos por terra e 0,4 km² cobertos por água.

## Localidades na vizinhança
O diagrama seguinte representa as localidades num raio de 12 km ao redor de Glenburn.